# Alexander Nikolajewitsch Serow

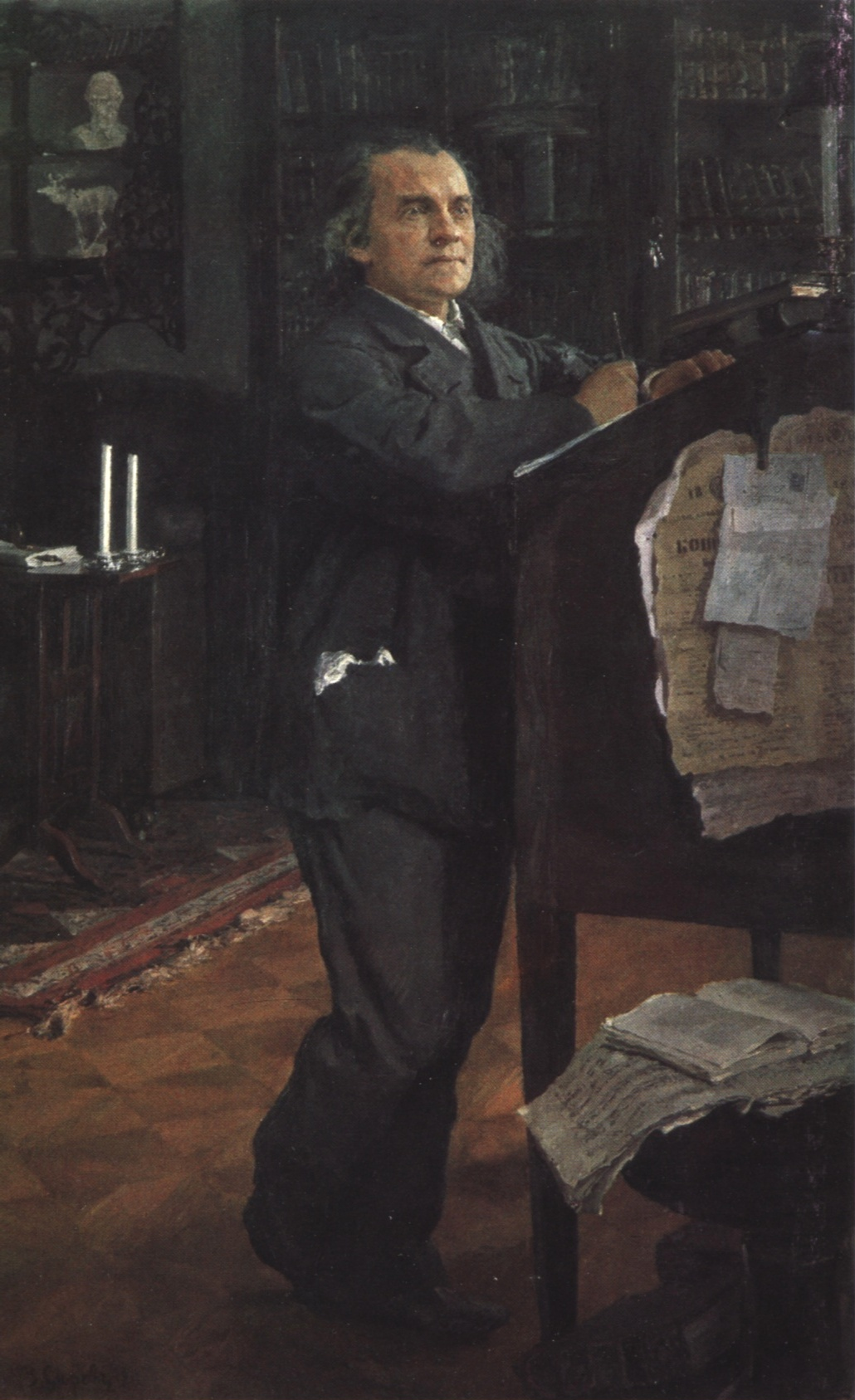
Der Komponist Alexander Serow von Walentin Alexandrowitsch Serow, 1887-1888

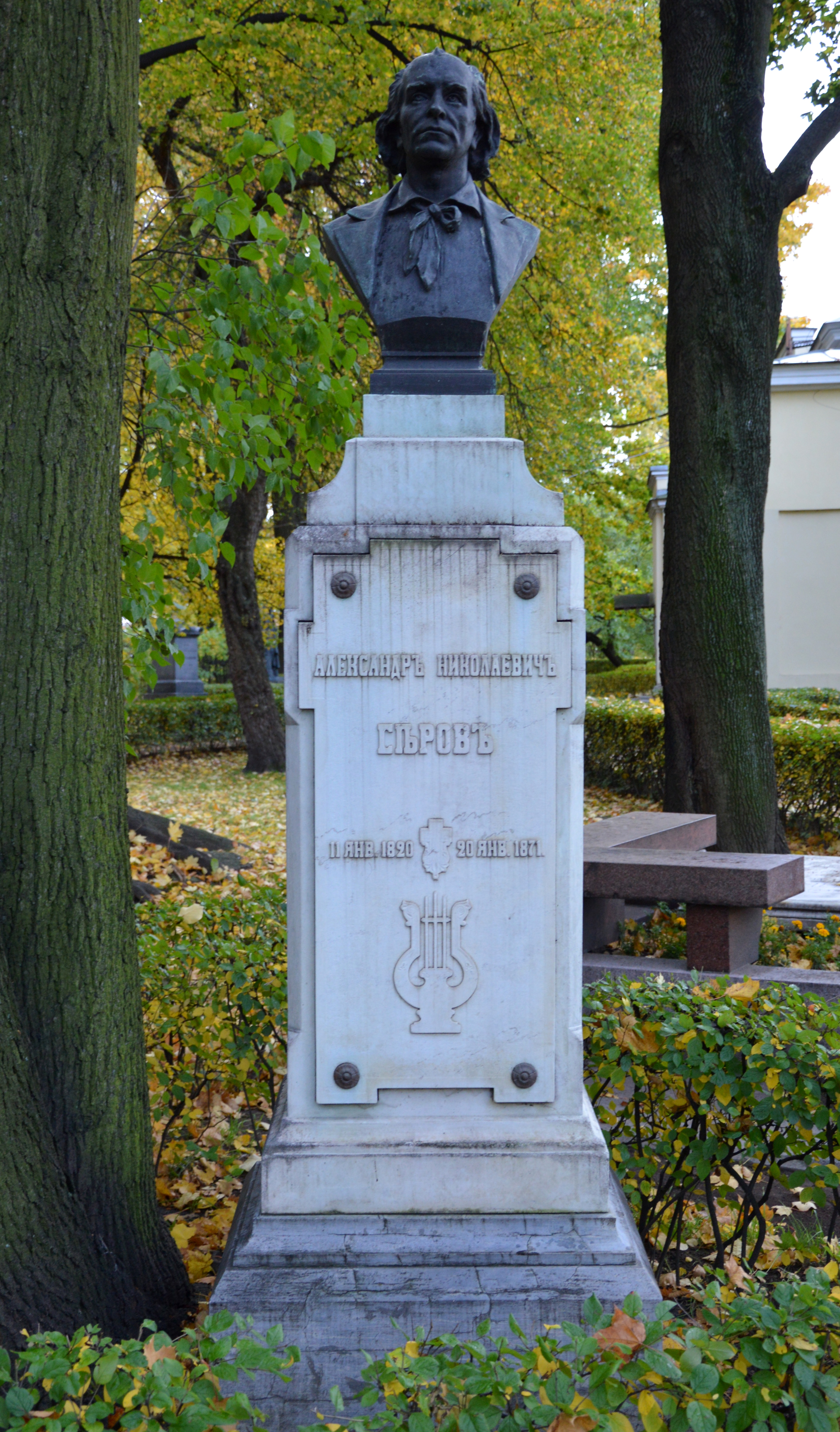
Grab in Sankt Petersburg (Büste von Parmen Sabello, 1881)

Alexander Nikolajewitsch Serow (russisch Александр Николаевич Серов, wiss. Transliteration: Aleksandr Nikolaevič Serov; Betonung: Serów; * 11.jul. / 23. Januar 1820greg. in Sankt Petersburg; † 20. Januarjul. / 1. Februar 1871greg. ebenda) war ein russischer Komponist und Musikkritiker und nach der Heirat seiner Studentin Walentina Bergman Vater des Malers Walentin Serow. 

## Leben und Schaffen
Serow war nicht nur einer der bedeutendsten russischen Musikkritiker zwischen 1850 und 1870, sondern auch ein bemerkenswerter Opernkomponist in den Jahren zwischen Dargomyschskis Russalka und den frühen Opern von Cui, Rimski-Korsakow, Mussorgski, und Tschaikowski.
Serow war zunächst mit dem Kulturkritiker und Historiker Wladimir Stassow befreundet, aber später entzweiten sie sich über die Wertung der beiden Opern von Glinka. Serows Bewunderung für Richard Wagner machte ihn auch dem Mächtigen Häuflein suspekt, insbesondere dem jüngeren Musikkritiker César Cui.
Wenngleich Serows Opern Judif und Rogneda zunächst sehr erfolgreich waren, gerieten sie später in Vergessenheit. Eine CD-Aufnahme von Judif (mit einigen Kürzungen) wurde 1991 vom Ensemble des Bolschoi-Theaters unter Andrey Chistiakov aufgenommen.
Sein Grab befindet sich auf dem Tichwiner Friedhof am Alexander-Newski-Kloster in Sankt Petersburg.

## Opern
- Judif (Юдифь, deutsch: Judith, 1861–1863)
- Rogneda (Рогнеда, 1863–1865)
- Wrashja sila (Вражья сила, deutsch: Des Feindes Macht, 1867–1871)